# Gynoplistia kundy
Gynoplistia kundy là một loài ruồi trong họ Limoniidae. Chúng phân bố ở miền Australasia.